# Atletismo nos Jogos Pan-Americanos de 1963 - Revezamento 4x100 m masculino
A prova do revezamento 4x100 m masculino nos Jogos Pan-Americanos de 1963 foi realizada em São Paulo, Brasil.

## Medalhistas
| Ouro                                                                     | Prata                                                                        | Bronze                                                                              |
| USA Estados Unidos Earl Young Ollan Cassell Brooks Johnson Ira Murchison | VEN Venezuela Horacio Esteves Arquímedes Herrera Héctor Thomas Rafael Romero | TRI Trinidad e Tobago Clifton Bertrand Anthony Jones Irving Joseph Cipriani Phillip |

### Final
| Posição           | Nação                 | Nomes                                                             | Tempo | Notas |
| ----------------- | --------------------- | ----------------------------------------------------------------- | ----- | ----- |
| Medalha de ouro   | USA Estados Unidos    | Earl Young, Ollan Cassell, Brooks Johnson, Ira Murchison          | 40.40 |       |
| Medalha de prata  | VEN Venezuela         | Horacio Esteves, Arquímedes Herrera, Héctor Thomas, Rafael Romero | 40.71 |       |
| Medalha de bronze | TRI Trinidad e Tobago | Clifton Bertrand, Anthony Jones, Irving Joseph, Cipriani Phillip  | 40.87 |       |
| 4                 | BRA Brasil            |                                                                   | 41.23 |       |
| 5                 | PUR Porto Rico        |                                                                   | 42.02 |       |
| 6                 | CUB Cuba              |                                                                   | 42.60 |       |